# アソリン

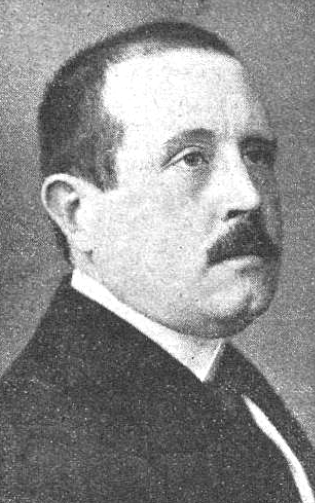
ラモン・カザスによって描かれたアソリン

アソリン（スペイン語:Azorín、本名:José Augusto Trinidad Martínez Ruiz、1873年6月8日 - 1967年3月2日）は、スペイン・アリカンテ県モノベル出身の小説家・文芸評論家。「98年世代」のひとり。
1888年から1896年にかけ、マドリードやバレンシアの大学で法律やアナキズムを学んだ。フランスの哲学者であるミシェル・ド・モンテーニュの文献に心を惹かれ、小説家になることを決意する。
独自の簡潔な文体でひなびた感覚のエッセイで地位を確立した。また、文芸評論家としてスペインの古典作家を再評価し、文学の革新運動に力を尽くした。
1967年3月2日にマドリードで亡くなった。